# 西岡斌
西岡 斌（にしおか さかん、1896年（明治29年）8月20日 - 1960年（昭和35年）9月26日）は、日本の政治家。北海道稚内市長（3期）。

## 来歴
北海道出身。1924年、中央大学法律専門部卒。卒業後はアメリカに留学し、オックス・フォード・ラスキンカレッジ経済学部で学んだ。帰国後は宗谷日日新聞を創刊、1932年に北海道会議員となり、稚内町長に就任するまで務めた。この間、調陽塾を開き、青少年の教育に力を注いだ。1947年、稚内町長に就任。2年後の1947年の市制施行に伴い、稚内市長に就任した。1951年の市長選挙で再選。1955年の市長選挙で三選。1959年に市長を退任した。同年、市の顧問となったが、翌1960年に死去した。死去後、稚内市から名誉市民を贈られた。